# Éric Huchet
Éric Huchet (* 1. Dezember 1962 in Torcé-en-Vallée) ist ein französischer Opernsänger (Lyrischer Tenor).

## Leben
Huchet studierte am Conservatoire à rayonnement régional de Paris und errang zum Abschluss 1992 den Ersten Preis. Im selben Jahr verlieh ihm die Fondation pour la vocation Marcel Bleustein-Blanchet ein Stipendium, welches ihm ermöglichte, seine Studien bei Walter Berry an der Wiener Musikhochschule fortzusetzen. 
Seither ist Huchet an zahlreichen französischen Opernhäusern aufgetreten, weiters am Opernhaus Zürich und am Grand Théâtre de Genève, sowie an der Opéra de Monaco. Zu seinem Repertoire zählen die Mozart-Rollen Belmonte, Ferrando und Monostatos, der Graf Almaviva im Barbiere di Siviglia, der Jaquino im Fidelio, der Merlot in Tristan und Isolde und Heinrich der Schreiber im Tannhäuser, weiters Bardolfo, Beppe, Maler und Chevalier de la Force. Huchet wirkte auch in einer Reihe von Uraufführungen mit, darunter Vladimir Cosmas Marius et Fanny und Philippe Fénélons Faust.
Huchets Repertoire umfasst auch Opéras comiques und Operetten: In der Regie von Jérôme Savary trat er mehr als 150-mal in La Périchole am Théâtre national de Chaillot und an der Opéra-Comique auf, weiters sang er in La vie parisienne und in La Mascotte von Edmond Audran. Auch war er in allen Jacques-Offenbach-Produktionen des Leitungsduos Marc Minkowski und Laurent Pelly zu sehen und zu hören – als Aristée-Pluton on Orphée aux enfers in Genf und Lyon, als Achille La Belle Hélène und als Le Prince Paul in La Grande-Duchesse de Gérolstein am Théâtre du Châtelet, sowie als Spalanzani in Les Contes d’Hoffmann in Lausanne.
Weitere Rollen des Sängers sind der Graf Elemer Arabella und der Truffaldino in Die Liebe zu den drei Orangen, die vier Dienerrollen in Les Contes d’Hoffmann, Normanno, Harry und Erster Geharnischter an der Opéra National de Paris, der König Ouf I. in Chabriers L’étoile in Nancy sowie eine Reihe kleinerer Rollen in Bordeaux. 2014 debütierte Huchet bei den Salzburger Festspielen. In der Uraufführung von Marc-André Dalbavies Oper Charlotte Salomon sang er den Papst, den Propagandaminister, den Kunstprofessor, den Ersten Nazi, einen Mann, sowie den Zweiten Emigranten. Es dirigierte der Komponist.
Im Konzertsaal hat Éric Huchet unter den Dirigenten Marc Minkowski, Semjon Bytschkow, Eliahu Inbal und John Nelson gesungen.

## Partien (Auswahl)
- Achille in La Belle Hélène, Théâtre Musical de Paris, 2000
- Le Prince Paul in La Grande-Duchesse de Gérolstein, Théâtre Musical de Paris, 2004
- Cochenille in Les Contes d'Hoffmann, Grand Théâtre de Genève, 2008
- Graf Elemer in Arabella, Opéra National de Paris, 2012
- Franz in Les Contes d'Hoffmann, Opéra National de Paris, 2012
- Monostatos in der Zauberflöte, Angers-Nantes Opéra, 2014
- Alfred in der Fledermaus, Opéra de Tours, 2014